# Marais de la vallée des Baux et marais d'Arles
Marais de la vallée des Baux et marais d'Arles este o arie protejată (sit de importanță comunitară — SCI) din Franța întinsă pe o suprafață de 11.061,06 ha, integral pe uscat.

## Localizare
Centrul sitului Marais de la vallée des Baux et marais d'Arles este situat la coordonatele 43°30′23″N 4°47′54″E / 43.50639°N 4.79833°E.

## Înființare
Situl Marais de la vallée des Baux et marais d'Arles a fost declarat arie specială de conservare în baza directivei 92/43 din 1992 referitoare la conservarea habitatelor naturale și a faunei și florei sălbatice pentru a proteja 18 specii de animale.

## Biodiversitate
Situată în ecoregiunea mediteraneană, aria protejată conține 13 habitate naturale: Ape puternic oligomezotrofe cu vegetație bentonică cu Chara spp., Pseudostepă cu ierburi și specii anuale de Thero-Brachypodietea, Cursuri de apă de la nivel de câmpie la nivel montan, cu vegetație Ranunculion fluitantis și Callitricho-Batrachion, Pajiști umede mediteraneene cu ierburi înalte de Molinio-Holoschoenion, Păduri de pin mediteraneene cu pini mezogeni endemici, Păduri de Quercus ilex și Quercus rotundifolia, Mlaștini calcaroase cu Cladium mariscus și specii de Caricion davallianae, Pășuni mediteraneene udate de apa mării (Juncetalia maritimi), Tufărișuri halofile mediteraneene și termo-atlantice (Sarcocornetea fruticosi), Lacuri eutrofice naturale cu vegetație de tip Magnopotamion sau Hydrocharition, Iazuri temporare mediteraneene, Fânețe de joasă altitudine (Alopecurus pratensis, Sanguisorba officinalis), Galerii de Salix alba și de Populus alba.
La baza desemnării sitului se află mai multe specii protejate:
- mamifere (9): castor (Castor fiber), vidră de râu (Lutra lutra), liliac cu aripi lungi (Miniopterus schreibersii), liliac cu urechi de șoarece (Myotis blythii), liliac cu picioare lungi (Myotis capaccinii), liliac cărămiziu (Myotis emarginatus), liliac comun (Myotis myotis), liliacul mare cu potcoavă (Rhinolophus ferrumequinum), liliacul mic cu potcoavă (Rhinolophus hipposideros)
- nevertebrate (4): Coenagrion mercuriale, Euplagia quadripunctaria, Gomphus graslinii, Oxygastra curtisii
- pești (4): Alosa fallax, zglăvoacă (Cottus gobio), boarță (Rhodeus amarus), clean dungat (Telestes souffia)
- reptile (1): țestoasa de baltă (Emys orbicularis)

Pe lângă speciile protejate, pe teritoriul sitului au mai fost identificate 6 specii de plante, 1 specie de păsări, 5 specii de amfibieni, 3 specii de pești, 2 specii de reptile.